# Llorenç Vidal Vidal
Llorenç Vidal Vidal (Santañí, Baleares, 26 de abril de 1936) es un poeta, pedagogo y pacifista español, fundador en el año 1964 del Día Escolar de la No violencia y la Paz (DENIP).
Su obra fundamental, el Día Escolar de la No violencia y la Paz (DENIP), de creciente difusión internacional y practicado anualmente por miles y miles de estudiantes en centros educativos de todo el mundo (y por millones desde su fundación en 1964), es, como dice su fundador, “una semilla de no-violencia y paz depositada en la mente y en el corazón subconsciente de los educandos y, a través de éstos, en la sociedad”, así como una fuente activa de creación de una conciencia de paz interior y exterior a través de la educación. Se trata de una experiencia educativa de renovación pedagógica esparcida internacionalmente, con más de medio siglo de duración y en la cual directa o indirectamente se han inspirado y se inspiran la mayoría de las iniciativas pedagógicas nacionales e internacionales actuales relativas a la educación para la no violencia y la paz.
En su trayectoria poética Llorenç Vidal, que comenzó con una poesía de base esteticista, surrealista, onírica y existencial en sus dos primeras entregas (El cant de la balalaika y 5 meditacions existencials), adquirió un profundo acento social en el Insania Terrae y evolucionó hacia perspectivas universalistas, espiritualistas y místicas en su producción posterior (Talaiot del vent, Estels filants, Florilegi de poemes a Santanyí, Petits poemes, Poemes esparsos, La rosa de los vientos y Destellos espirituales) hasta la actualidad, todo ello salpicado por notas de religiosidad popular,  matizado regionalismo cultural e histórico, interculturalidad y multicolor riqueza orientalista. La recientemente publicada 2012: Antología Poética permite una visión global de esta evolución literaria.
En su obra Petit llibre d'un solitari / Pequeño libro de un solitario -al igual que en numerosos de sus poemas- se concentra el mensaje espiritual, universalista y pacifista de Llorenç Vidal.

## Biografía
Nacido en Santañí, Mallorca, el 26 de abril de 1936, maestro por la Escuela Normal de Palma de Mallorca, estudiante de lulismo en la Maioricensis Schola Lullistica , en la que siguió las enseñanzas de los Drs. Francesc Sureda i Blanes y Michele Federico Sciacca;  licenciado y doctor en Filosofía y Letras por la Universidad de Barcelona, donde fue discípulo de los Drs. Juan Tusquets, Joaquín Carreras Artau y Jeroni de Moragas; profesor en los niveles de educación primaria, bachillerato y enseñanza universitaria e inspector de educación en Cádiz, Ceuta y Baleares.
Cronológicamente encuadrado en la segunda promoción de poetas insulares de posguerra, que comprende los autores posteriores a la antología de Manuel Sanchis Guarner y que comenzaron a publicar a partir de 1956, año de la aparición del número 1 de los cuadernos literarios Ponent, pero de carácter independiente y divergente con los poetas de su generación;  Jaume Vidal Alcover, en sus "Estudis de literatura catalana contemporània", lo adscribe, junto a Bernat Vidal i Tomàs y a Blai Bonet, a la Escuela de Santañí y Eulogio Díaz del Corral, en su artículo "Llorenç Vidal i Vidal, poeta, educador y pacifista santañero", destaca “su frescura idiomática, siempre con una ligera tendencia hacia la lengua viva y a las formas populares y dialectales dignas, y su fidelidad infranqueable por la Lengua de Mallorca, a pesar de vivir fuera de la Isla desde 1963”.

## Premios
Fundador y director de los cuadernos literarios Ponent, por su labor poética y pacifista fue proclamado “Trovador de la Paz” por la cantante occitana Chanterelle, esposa de Lanza del Vasto, pacifista italiano discípulo de Mohandas Gandhi.
Por su labor literaria, pedagógica y pacifista ha sido distinguido, entre otros, con el Premio Andreu Xandri en los Juegos Florales de la Lengua Catalana en el exilio (México), el Premio de la revista literaria, pacifista y universalista francesa “Élan”, en Premio Ciudad de Vera de Educación y Convivencia, el nombramiento de Miembro de Honor de la Asociación de Escritores de Ceuta, el nombramiento de Miembro colaborador del Instituto de Estudios Baleáricos (nombramiento del que no llegó a posesionarse), el Diploma de Mérito Cultural de la Unión Brasileña de Escritores, la Mención de Honor del Premio Unesco de Enseñanza de los Derechos Humanos, el Memorial Juan XXIII de la Paz y la Cruz de la Orden de Alfonso X el Sabio. En la celebración del XL DENIP, en 2003, el Grupo de Derechos Humanos de Mallorca le ofreció su Bandera de la Paz.
En 2004, con motivo de los cuarenta años de su trabajo en la promoción de la Educación en y para la No violencia y la Paz, los alumnos de Arcos de la Frontera (Cádiz) le tributaron un caluroso homenaje.
Al mismo tiempo el Gobierno Balear le otorgó el Premio Ramon Llull, como “maestro, escritor y pacifista” y “en reconocimiento al esfuerzo de fomentar el ideario de la no-violencia y la paz entre los escolares, a través de su actuación como docente; por haber creado canales de expresión y divulgación de este ideario, mediante diversas iniciativas editoriales y su intervención en el mundo de las publicaciones periódicas”.
En 2005 el Círculo de Bellas Artes de Palma de Mallorca le concedió el Premio Especial al mejor poema en catalán-valenciano-balear del III Premio Internacional de Poesía Amorosa y el Ayuntamiento de Santañí, su pueblo natal, le otorgó la Medalla de Oro de la Villa y acordó proponerlo para el Premio Nobel de la Paz, candidatura propuesta y tramitada en diciembre de 2013. En 2006 le fue concedida la Medalla de Oro del Círculo de Bellas Artes de Palma de Mallorca por su reconocida y dilatada trayectoria artística.
En 2010 la Asociación Cultural Es Majoral y la revista Dies i Coses de Calonge (Mallorca) le otorgaron la Estrella Mostrejada "por su contribución a la educación en los valores  de la no-violencia y la tolerancia", y el Cercle Universel des Ambassadeurs de la Paix de Ginebra (Suiza) le nombró Embajador de la Paz.

## Elbacavés,cavabánocavabánico
Para ayudar a evitar situaciones hegemonistas y a superar polémicas inútiles, difundió en las Baleares los neologismos bacavés y cavabán o cavabánico para referirse a la lengua catalana-valenciana-balear. Se trata, el primero, de un nombre que había creado en 1932 el valenciano Nicolau Primitiu Gómez Serrano, el cual también había creado el nombre de “Bacavia” para el territorio de esta lengua, y el segundo de una propuesta de “S’Equip Any 2000” formando una denominación sintética con las primeras sílabas de catalán-valenciano-balear, por el mismo orden usado por el filólogo Antoni Maria Alcover i Sureda en su famoso Diccionari català-valencià-balear.

## Obra

### Poesía, haikai, haiku
De espíritu innovador, cultivador del haikai o haiku y del zéjel entre otros géneros literarios, es autor de los poemarios:
- El cant de la balalaika (1958)
- 5 meditacions existencials (1959)
- Insania Terrae (1962)
- Talaiot del vent (1965 y 1972, augmentada)
- Primeres Poesies (2019)
- Estels filants (1991 / 2018)
- Florilegi de poemes a Santanyí (Pregó de les Festes de Sant Jaume) (1994)
- Petits poemes (1999 / 2019)
- Poemes esparsos (2012).
- La Rosa de los Vientos. Recopilación poética 2020).
- Destellos Espirituales (2012 / 2019)
- 2012: Antología Poética (2012).

### Narrativa poética y aforismos
- Petit llibre d'un solitari / Pequeño libro de un solitario (1968, 1974 y otras), considerada la más importante obra mística, universalista y pacifista de la literatura mallorquina y balear contemporánea.
- El joven buscador de la paz (1982, 2022). La versión mallorquina El jove cercador de la pau ha quedado inédita.
- Reflexiones & Silencios

### Ensayo
- En torno al problema de las lenguas regionales españolas (1964)
- Orientaciones sobre la celebración del Día Escolar de la No-violencia y la Paz (1965)
- Fundamentación de una Pedagogía de la No-violencia y la Paz (1971)
- Ideario no-violento (1981 y 1981, con la colaboración de Eulogio Díaz del Corral)
- No-violencia y Escuela. El 'Día Escolar de la No-violencia y la Paz' como experiencia práctica de Educación Pacificadora (1985)
- Petita Ortografía Mallorquina / Balear (1959, 1960, 2019)
- Artículos literarios, filosóficos y pedagógicos
- etc.

Y ha publicado opúsculos diversos, traducciones y artículos, ha participado en congresos y ha pronunciado conferencias en distintos lugares del mundo.

### Antologías de poesía
Poemas suyos han sido incluidos en las selecciones y antologías:
- Poesia 1958 (Mallorca)
- Poesia 1959 (Mallorca)
- El vol de l'alosa (Mallorca)
- Un segle de poesia catalana (Barcelona)
- Gespa-Price (Barcelona)
- Les mil millors poesies de la llengua catalana (Barcelona)
- Antologia da poesia catalã contemporânea (São Paulo)
- Antologia da novissima poesia catalã (Lisboa)
- Antología de poesía amorosa mallorquina (1950-2000) (Mallorca)
- La mujer en la poesía hispanomarroquí (Tetuán)
- Poetas Mallorquines para la Paz (Mallorca)
- Marruecos, en español (Tetuán)
- 1ª Antologia Internacional del Indriso (São Paulo)
- Antología Poética, III Encuentro Hispanomarroquí de Poesía Trina Mercader (Tetuán)
- Miscel•lània dedicada al número 150 de la col•lecció Coses Nostres, (Mallorca)
- Palabras a tiempo. Recopilando hebras de sueño (libro colectivo solidario), (Cádiz)
- Antología poética Estrechando para la paz, IV Encuentro Hispano-Marroquí de Poesía (Tetuán, 2014)
- Poetas del siglo XXI. Antología de Poesía Mundial por Fernando Sabido Sánchez, 2016.
- Calle de Agua, Frontera Salada (Antología poética), (Tetuán, 2017).
- Antología poética Entre dos Aguas... en homenaje a Paco de Lucía (VII Encuentro Hispano Marroquí de Poesía, Tetuán 2018).
- Antología poética Arribar al Feddan, Encuentro de Escritores en el 2020, Tetuán, 2020.
- Antología poética Despedida en Tetuán, IX Encuentro Hispano Marroquí de Poesía, Tetuán, 2022.

- etc.

y figuran en numerosas coronas poéticas, libros de homenaje y revistas literarias.
En sus trabajos y como es tradicional entre los escritores baleáricos usa indistintamente su nombre en mallorquín (Llorenç) o en castellano (Lorenzo). Aunque el nombre le fue impuesto en mallorquín por sus padres y en el bautismo, en el Registro Civil de su pueblo natal (y en consecuencia en su documentación oficial y académica) figura inscrito con su nombre en castellano, tal como se inscribían en las Islas Baleares los nacimientos durante la II República Española.